# アルフレッド・C・オプラー
アルフレッド・C・オプラー（英語: Alfred Christian Oppler、1893年2月19日 - 1982年4月24日）は、ドイツ及びアメリカ合衆国の法律家。
1893年にドイツ領アルザス＝ロレーヌ地方で生まれる。ドイツの大学で法学を学んだ後で司法官となる。1933年にヒトラー政権が誕生後にユダヤ人蔑視の風潮が司法界に広まり、祖父母がユダヤ人であったオプラーは司法官を退官。その後は地方官吏となるが、1938年に水晶の夜事件を受けて、アメリカに亡命。アメリカで大学で教員を経て、1944年に政府機関に就職。1946年に日本を間接統治していたGHQの民政局に配属され、戦後日本における法制改革を担当した。日本が主権を回復した1952年からは在日米軍で主に政治分析を行っていたが、1959年にアメリカに戻る。アメリカに戻ってからは日本時代の回顧録を執筆し、1982年に89歳で死去した。